# Girolamo Preti
Girolamo Preti (Bolonia, 1582-Barcelona, 1626) fue un escritor italiano.
Autor de canciones, idilios, sonetos y epitalamios. Se hicieron ediciones de sus Obras Completas en Venecia (1614, 1656, 1780) y en Bolonia (1618 y 1644), haciéndose también conocido como teórico de la estética barroca, en su obra Intorno alla onestà della poesia en 1618. Tras enfermar gravemente durante una travesía de Italia a España, murió al llegar a puerto, circunstancia que Lope de Vega deploró en un soneto.